# المهانه - الكرامة (القبيطة)

تعديل مصدري - تعديل

المهانه - الكرامة هي إحدى قرى عزلة كرش بمديرية القبيطة التابعة لمحافظة لحج، بلغ تعداد سكانها 206 نسمة حسب تعداد اليمن لعام 2004.